# 코파 델 레이 1908
코파 델 레이 1908(스페인어: Copa del Rey de Fútbol 1908)은 스페인의 축구 컵대회인 코파 델 레이의 6번째 시즌이다.
아틀레틱 빌바오는 전 대회 마드리드의 관중들이 전년도에 보인 태도 문제에 항의하기 위해 참가를 거부했다. 카탈루냐 선수권을 우승한 X 스포르팅을 비롯해 다른 선수단도 초청했지만, X 스포르팅은 재정적 이유로 또다시 초청을 거절했다. 결국, 단 두 구단만 대회에 참가했다: 마드리드 축구단과 레알 비고 스포르팅
대회는 마드리드 축구단이 우승하면서, 마드리드는 4년 연속 컵대회 우승을 기록했다.

## 결승전
| 마드리드 축구단                           | 2 – 1 | 레알 비고 스포르팅 |
| ----------------------------------------- | ----- | ------------------ |
| 산체스 네이라 41′ · 페데리코 레부엘토 2T′ |       | 포사다 85′         |

| 코파 델 레이 1908 우승     |
| -------------------------- |
| 마드리드 축구단 4번째 우승 |